# Rudyard
Rudyard is een plaats (census-designated place) in de Amerikaanse staat Montana, en valt bestuurlijk gezien onder Hill County.

## Demografie
Bij de volkstelling in 2000 werd het aantal inwoners vastgesteld op 275.

## Geografie
Volgens het United States Census Bureau beslaat de plaats een oppervlakte van
2,4 km², geheel bestaande uit land. Rudyard ligt op ongeveer 949 m boven zeeniveau.

## Plaatsen in de nabije omgeving
De onderstaande figuur toont nabijgelegen plaatsen in een straal van 32 km rond Rudyard.